# 알트테겔역
알트테겔역(U-Bahnhof Alt-Tegel)은 베를린 라이니켄도르프구 테겔에 있는 U6의 역이다. 1958년 5월 31일 테겔역(Tegel)으로 개업했다. 알트테겔(Alt-Tegel), 베를리너 슈트라세(Berliner Straße), 베른슈토프슈트라세(Bernstoffstraße), 고르키슈트라세(Gorkistraße)가 만나는 곳에 역사가 위치해 있다. S반 테겔역과의 환승역으로 지정되어 있으며, 두 역은 약 400 m 떨어져 있다.
역에는 버스 환승센터가 있으며, 베를린 버스 124, 125, 133, 220, 222, N6, N22, N24, N25, N33번과 환승할 수 있다.

## 역사
1920년대 말부터 당시 새로 지어진 남북 도시철도선을 북서쪽으로 베딩, 테겔 방면으로 연장하려는 계획이 있었다. 첫 공사 자체는 1929년 뮐러슈트라세 일대에서 진행되었으나 대공황의 여파로 400 m 정도의 터널만 건설한 채로 연장 공사가 중단되었다. 도시 철도 건설은 제2차 세계 대전 이후에 다시 시작되었다. 당시 C선의 북쪽 종착역이었던 제슈트라세역에서 테겔 방면으로 북쪽으로 연장하는 공사는 1953년 10월 26일에 착공했으며, 이 역은 쿠르트슈마허플라츠-테겔 간인 2단계 구간에 속한다. 1958년 5월 31일 완공 당시에는 당시 서베를린 시장이었던 빌리 브란트가 완공식에 참석했다.
브루노 그리메크(Bruno Grimmek)가 설계했다. 역사는 전체적으로 단순함을 위주로 설계되었으며, 승강장 외벽은 밝은 파란색 세라믹 타일로 마감되었다. 승강장 길이는 110 m이며, 승강장 중앙의 기둥은 모래 빛깔이 나는 작은 모자이크로 마감했다. 대합실은 승강장 북쪽과 남쪽에 각각 설치되었으며, 총 6개의 출구와 연결된다. 역 북쪽으로 인상선이 4선 설치되어 있다.
완공 이후 이용객은 예상보다 더 빠르게 증가했다. 베를린이 분단되면서 동베를린에 있었던 호안 수영장을 더 이상 자유롭게 이용할 수 없었기 때문에 테겔호 주변으로 주말 여행을 오는 승객이 늘어났기 때문이다.
역 완공 당시에는 서베를린에서 S반을 거부하는 움직임이 있었고, 1995년에 노선이 복원될 때까지 S반과의 환승역으로 지정되지 않았다. 1992년 5월 31일 서베를린 소재 도시 철도역의 역명을 개칭하면서 현재의 역명으로 개칭되었다. 개칭된 이유는 알려지지 않았지만 당시에 영업을 중단한 상태였던 베를린 S반 테겔역과 차이를 두기 위한 것으로 추정하고 있다.
2006년 첫 엘리베이터가 설치되었다. 2006년 연초에 착공하여, 2006년 10월 베를리너 슈트라세 방면으로 바로 연결되는 엘리베이터가 개통되었다.
2020년 6월 13일 알트테겔 방면 출입구 중 가운데에 있는 것이 폐쇄 후 철거되었다. 철거된 출입구 자리는 벽으로 막혔고, 출입구가 있었던 공간에는 새로운 직류 변전소가 설치될 예정이다. 과거 출입구 부지의 일부는 버스 정류장 방면으로의 출입구를 확대하기 위해서 사용되었다.
2022년 11월 7일부터 쿠르트슈마허플라츠-테겔 구간 보수공사로 영업을 중단했다. 2023년 2월부터 역 개보수공사가 시작될 예정이다.

## 인접 철도역
| 베를린 지하철 6호선 | 베를린 지하철 6호선 | 베를린 지하철 6호선                  |
| ------------------- | ------------------- | ------------------------------------ |
| 시·종착역           | U6                  | 보르지히베르케 알트마리엔도르프 방면 |